# Enrico Feroci
Enrico Feroci (Pizzoli, L'Aquila, Italia, 27 de agosto de 1940) es un cardenal católico italiano.

## Biografía

### Primeros años
Nació el 27 de agosto de 1940 en Pizzoli, L'Aquila y archidiócesis de L'Aquila, en Abruzzo. En 1951, a los once años, ingresó en el Pontificio Seminario Menor de Roma, al finalizar sus estudios secundarios, sintiendo su vocación al sacerdocio, se matriculó en el Pontificio Seminario Mayor de Roma para cursar estudios de filosofía y teología.
Recibió su ordenación sacerdotal el 13 de marzo de 1965, convirtiéndose en sacerdote de la diócesis de Roma a los 24 años. Poco tiempo después, pasó a ser asistente del seminario menor. Ocupó este cargo hasta 1966, cuando fue llamado a desempeñar el mismo cargo en el seminario mayor. En 1968 volvió al seminario menor como vicerrector, cargo que ocupó durante ocho años.
En 1976 se convierte en vicario parroquial de la parroquia de San Frumenzio ai Prati Fiscali, en el sector norte de Roma. En 1980 fue nombrado párroco de la misma parroquia, permaneció a cargo de ella durante veinticuatro años. Fue elegido varias veces prefecto de la IX Prefectura, así como miembro del Consejo de Prefectos, del Consejo Presbiteral, del Consejo de Economía y del Colegio de Consultores. En los últimos años también colaboró y participó en numerosos eventos diocesanos, incluido el sínodo diocesano, celebrado entre 1987 y 1992; y la Misión de la Ciudad en preparación para el Jubileo de 2000. El 13 de octubre de 1995, el papa Juan Pablo II le confirió, a la edad de 55 años, el título honorífico de Capellán de Su Santidad.
El 1 de julio de 2004 fue nombrado párroco de Sant'Ippolito en piazzale delle Province, cargo que ocupó durante cinco años. El 1 de septiembre de 2009, Agostino Card. Vallini, cardenal vicario, le encargó la dirección de la Cáritas diocesana; al mismo tiempo también se convirtió en presidente de la Fundación "Caritas Roma" y de la fundación anti-usura Salus Popoli Romani, presidiendo al mismo tiempo el órgano de gestión de los servicios de Caritas "Cooperativa Roma Solidaridad". El 14 de febrero de 2010 formó parte del comité que dio la bienvenida al papa Benedicto XVI en una visita al albergue Caritas "Don Luigi Di Liegro" en la estación de Roma Termini. El 17 de diciembre de 2011, el mismo pontífice lo nombró consultor del Pontificio Consejo para la Pastoral de los Emigrantes e Itinerantes por un período renovable de cinco años.
El 10 de noviembre de 2017, el cardenal vicario Angelo Card. De Donatis, lo nombró presidente de la Asociación Pública Clerical de los Oblatos Hijos de Nuestra Señora del Divino Amor, siendo su director durante un año. En este cargo, recibió al papa Francisco durante la peregrinación al Santuario de Nuestra Señora del Divino Amor con motivo del inicio del Mes Mariano, acontecimiento que tuvo lugar el 1 de mayo del año siguiente. El 1 de septiembre de 2018 fue nombrado rector del Santuario de la Madonna del Divino Amore, así como, del Seminario de la Madonna del Divino Amore, recibiendo también los títulos honoríficos de Camarlengo del Clero Romano y canónigo de la Archibasílica de San Juan de Letrán. Al mismo tiempo, terminó su mandato como director de Cáritas, donde fue sucedido por el presbítero albanés P. Benoni Ambarus.
Del 28 de septiembre de 2018 al 3 de diciembre de 2019 fue miembro del Consejo de Prefecto del Seminario. El 1 de septiembre de 2019 fue trasladado como párroco de Santa María del Divino Amore a Castel di Leva.

### Episcopado y cardenalato
El 25 de octubre de 2020, durante el Ángelus, el papa Francisco anunció su creación como cardenal en el consistorio del próximo 28 de noviembre.
Recibió la consagración episcopal el 15 de noviembre, en el Santuario de la Madonna del Divino Amore, de manos Angelo Card. De Donatis, cardenal vicario; acompañado por los co-consagrantes Claudio Maria Celli, arzobispo titular de Civitanova y presidente emérito del Pontificio Consejo para las Comunicaciones Sociales, y Vincenzo Apicella, obispo de Velletri-Segni.